# قره‌سلیمان‌لی
قره‌سلیمان‌لی (به لاتین: Qarasüleymanlı) یک منطقه مسکونی در جمهوری آذربایجان است که در شهرستان گران‌بوی واقع شده است. این روستا ۱۲۹۲ نفر جمعیت دارد.